# آدی آرشام صالح
آدی آرشام صالح (انگلیسی: Adie Arsham Salleh؛ زادهٔ ۶ ژانویهٔ ۱۹۸۸) بازیکن فوتبال اهل برونئی است.
وی در تیم ملی فوتبال برونئی در پست مهاجم بازی می‌کند. او در حال حاضر در  ۱۰ بازی ملی در زمین بوده است.